# Parlamentswahl im Libanon 1992
Die Parlamentswahl im Libanon 1992 wurde zwischen dem 23. August und dem 11. Oktober abgehalten. Sie war die erste Parlamentswahl seit 20 Jahren (nach der letzten Wahl im Jahr 1972) und damit die erste Wahl seit dem Bürgerkrieg. Unabhängige Kandidaten gewannen die Mehrheit der Sitze, obwohl die meisten von ihnen als Mitglieder diverser Blöcke betrachtet wurden. Die Wahlbeteiligung lag bei lediglich 30,3 %.

## Ergebnisse
| Partei                                   | Anteil  | Sitze | +/- |
| ---------------------------------------- | ------- | ----- | --- |
| Hisbollah                                | 6,25 %  | 8     | Neu |
| Syrische Soziale Nationalistische Partei | 4,69 %  | 6     | +6  |
| Progressiv-Sozialistische Partei         | 3,91 %  | 5     | 0   |
| Amal-Bewegung                            | 3,91 %  | 5     | Neu |
| Islamische Gruppe                        | 2,34 %  | 3     | Neu |
| Arabisch-Sozialistische Baath-Partei     | 1,56 %  | 2     | +1  |
| al-Habasch                               | 0,78 %  | 1     | Neu |
| Armenische Revolutionäre Föderation      | 0,78 %  | 1     | 0   |
| Sozialdemokratische Hntschak-Partei      | 0,78 %  | 1     | +1  |
| Nasseristische Volksorganisation         | 0,78 %  | 1     | Neu |
| Arabische Demokratische Partei           | 0,78 %  | 1     | New |
| Versprechenspartei                       | 0,78 %  | 1     | Neu |
| Toilers League                           | 0,78 %  | 1     | Neu |
| Demokratisch-liberale Partei             | 0 %     | 0     | 0   |
| Unabhängige                              | 71,86 % | 92    | +29 |
| Gesamt                                   | 100     | 128   | +29 |
| Quelle: Nohlen et al.                    |         |       |     |

Von den 92 unabhängigen Abgeordneten wurden 68 als Mitglieder verschiedener Blöcke betrachtet:
- 12 im Birri-Block (plus die fünf Abgeordneten der Amal-Bewegung)
- 11 im Hrawi-Block
- 10 im Huss-Block
- 9 im Karami-Block
- 6 im Faranjiyyah-Block
- 5 im Dschumblat-Block (plus die fünf Abgeordneten der Progressiv-Sozialistischen Partei)
- 4 im Hisbollah-Block (plus die acht Abgeordneten der Hisbollah)
- 4 im Murr-Block
- 3 im Hariri-Block
- 3 im Block der Armenischen Revolutionären Föderation (plus ein Abgeordneter der Partei)
- 1 im Hubayqa-Block (plud der Versprechenspartei-Abgeordneter)